# Albert Claude
Albert Claude (Longlier, 24 agosto 1899 – Bruxelles, 22 maggio 1983) è stato un medico e ricercatore belga, vincitore del premio Nobel per la medicina nel 1974.

## Biografia
Si laureò nel 1928 all'Università di Liegi, collaborando negli anni successivi con l'Università di Berlino. Con l'avvento del nazismo si trasferì negli Stati Uniti, all'Istituto Rockefeller di New York, dove rimase fino al 1950.
Rientrò in patria per dirigere l'Istituto Jules Bordet, presso l'Université libre de Bruxelles.  Morì a Bruxelles nel 1983.

## Studi
I suoi studi si incentrarono sulle frazioni cellulari, scoprendo i microsomi e sviluppando la ricerca della funzionalità degli stessi in condizioni patologiche e la diversità rispetto alla situazione di quiete.
Fu un innovatore nell'ambito della microscopia elettronica, riuscendo ad isolare il virus del sarcoma di Rous.
Per le sue scoperte sull'organizzazione strutturale e funzionale della cellula, ottenne il Premio Nobel insieme a Christian De Duve e George E. Palade